# Helymaeus zavattarii
Helymaeus zavattarii là một loài bọ cánh cứng trong họ Cerambycidae.